# Setora baibarana
Setora baibarana är en fjärilsart som beskrevs av Matsumura 1931. Setora baibarana ingår i släktet Setora och familjen snigelspinnare. Inga underarter finns listade i Catalogue of Life.